# London Bridge (singel)
London Bridge – pierwszy singel promujący debiutancką płytę Fergie, The Dutchess (2006). Piosenkę wydano 18 lipca 2006 nakładem A&M. W kwietniu 2009 r., „London Bridge” sprzedał się w ponad 2.000.000 egzemplarzy w Stanach Zjednoczonych. Teledysk którego akcja dzieje się w barze został nagrany w Woolwich.

## Lista piosenek
- UK CD single

1. "London Bridge" (Dirty version) - 3:28
2. "London Bridge" (Instrumental) - 3:25

- UK 12" single

1. "London Bridge" (Dirty version) - 3:28
2. "London Bridge" (A cappella) - 3:15
3. "London Bridge" (Radio edit) - 3:28
4. "London Bridge" (Instrumental) 3:25

- Australia CD single

1. "London Bridge" (Normal dirty version) - 3:30
2. "London Bridge" (Instrumental) - 3:27
3. "London Bridge" (A cappella) - 3:18
4. "London Bridge" (Music video with closed caption "Oh Snap!") - 3:31